# Joan Marí Bonet
Joan Marí Bonet (Santa Eulària des Riu, 1929) fou un militar i polític eivissenc, diputat al Parlament de les Illes Balears en la IV i V Legislatures.
Ingressà a l'Acadèmia General Militar i després a l'Acadèmia d'Artilleria de Segòvia, graduant-se com a oficial d'artilleria. Serví com a militar fins al 1969, quan quedà en situació d'expectativa de destí civil i treballà en el sector de l'hoteleria.
Afiliat a Alianza Popular en 1977 i al Partido Popular posteriorment, fou elegit diputat a les eleccions al Parlament de les Illes Balears de 1995 i eleccions al Parlament de les Illes Balears de 1999. De 1995 a 1999 fou conseller d'agricultura i pesca del Consell Insular d'Eivissa i Formentera.